# Saint-Sériès
Saint-Sériès is een gemeente in het Franse departement Hérault (regio Occitanie) en telt 583 inwoners (1999). De plaats maakt deel uit van het arrondissement Montpellier.
Op 20 september 1703 richtten opstandige hugenoten een bloedbad aan onder de katholieke bevolking van Saint-Sériès tijdens de Oorlog van de Camisards.

## Geografie
De oppervlakte van Saint-Sériès bedraagt 4,6 km², de bevolkingsdichtheid is 126,7 inwoners per km².
De onderstaande kaart toont de ligging van Saint-Sériès met de belangrijkste infrastructuur en aangrenzende gemeenten.

## Demografie
Onderstaande figuur toont het verloop van het inwonertal (bron: INSEE-tellingen).